# Neocyclops petkovskii
Neocyclops petkovskii – gatunek widłonoga z rodziny Halicyclopidae. Nazwa naukowa tego gatunku skorupiaków została opublikowana w 1997 roku przez Paolę De Laurentiis, Giuseppe Lucio Pesce i Stuarta A. Halse.